# Rechnungsperiode
Rechnungsperiode ist im Rechnungswesen und in anderen Fachgebieten der Zeitraum, für den eine Abrechnung erfolgt.

## Allgemeines
Der Wortbestandteil „Periode“ weist darauf hin, dass es sich um sich wiederholende Zeiträume handelt, für die eine Abrechnung gesetzlich oder vertraglich vorgesehen ist.
Rechnungsperioden sind in der Wirtschaft erforderlich, um ökonomische Größen (wie beispielsweise das Bruttosozialprodukt in der Volkswirtschaftslehre oder die Umsatzerlöse in der Betriebswirtschaftslehre) einem bestimmten Geschäftsjahr, Haushaltsjahr, Kalenderjahr, Veranlagungszeitraum oder Wirtschaftsjahr oder kürzeren Zeiträumen zuordnen zu können. Auf diese Weise werden diese Größen von anderen Größen abgegrenzt, die in früheren oder späteren Rechnungsperioden angefallen sind oder noch anfallen werden. Außerdem ermöglichen Rechnungsperioden einen Vergleich mehrerer Rechnungsperioden oder verschiedener Wirtschaftssubjekte (Betriebsvergleich), um Veränderungen oder Unterschiede sichtbar zu machen. Rechnungsperioden gibt es sowohl für Bestands- als auch für Stromgrößen.

## Rechtsfragen
In § 240 Abs. 2 HGB ist vorgeschrieben, dass bei Unternehmen die Dauer des Geschäftsjahrs zwölf Monate nicht überschreiten darf. Regelfall ist die Übereinstimmung des Geschäftsjahres mit dem Kalenderjahr, Abweichungen sind jedoch zulässig (etwa bei Saisonbetrieben). Aus diesem Grunde übernimmt die gesamte Wirtschaft als Rechnungsperiode meist das zwölf Monate dauernde Kalenderjahr.
Als Abrechnung mit Rechnungsperioden kommen Jahresabrechnung, Jahresabschluss, Rechnungsabschluss, Wirtschaftsperiode oder Zinsrechnung in Frage, die allesamt auf Kalenderjahren aufbauen. So beginnt beispielsweise die Bilanz als Teil des Jahresabschlusses meist mit dem 1. Januar, die Rechnungsperiode endet am 31. Dezember desselben Kalenderjahres. Sie schließt eine Rechnungsperiode ab und dient gleichzeitig als Eröffnungsbilanz der kommenden Periode.
Der Rechnungsabschluss des Kontokorrents, dem auch Girokonten und andere Bankkonten zugrunde liegen, geschieht nach § 355 Abs. 2 HGB jährlich einmal. Die Rechnungsperiode findet „in regelmäßigen Zeitabschnitten“ statt (§ 355 Abs. 1 HGB). Das Haushaltsjahr entspricht für den Bund gemäß § 4 BHO dem Kalenderjahr, was nach § 4 Haushaltsgrundsätzegesetz gleichermaßen für die Bundesländer gilt. Nach mehreren Steuergesetzen ist der Veranlagungszeitraum das Kalenderjahr (beispielsweise § 25 Abs. 1 EStG), das Umsatzsteuergesetz spricht in § 16 UStG vom Besteuerungszeitraum, der in der Regel dem Kalenderjahr entspricht.

## Wirtschaftliche Aspekte
Rechnungsperiode ist auch der Zeitraum, für den Teilrechnungen des betrieblichen Rechnungswesens eines Unternehmens (Deckungsbeitragsrechnung, Erfolgsrechnung, Kapitalflussrechnung, Kosten- und Leistungsrechnung) erstellt werden. Für Zwecke des internen Rechnungswesens kommen auch kürzere Zeiträume als ein Jahr (Halbjahr, Quartal oder Monat) für eine Rechnungsperiode in Frage.
Konsequenterweise müssen jene ökonomischen Größen, die mehrere Rechnungsperioden berühren, zeitlich abgegrenzt werden. Deshalb gibt es die Rechnungsabgrenzung, um ökonomische Größen der richtigen Rechnungsperiode zuzuordnen. Aus diesem Grund bestimmt § 250 HGB, dass als Rechnungsabgrenzungsposten auf der Aktivseite der Bilanz Ausgaben vor dem Bilanzstichtag auszuweisen sind, soweit sie Aufwand für eine bestimmte Zeit nach diesem Tag darstellen. Korrespondierend sind auf der Passivseite als Rechnungsabgrenzungsposten Einnahmen vor dem Bilanzstichtag auszuweisen, soweit sie Ertrag für eine bestimmte Zeit nach diesem Tag darstellen. Eine periodengerechte Rechnungslegung geht von dem Grundsatz aus, dass einem Geschäftsjahr nur derjenige Erfolg zuzurechnen ist, der in dieser Rechnungsperiode auch tatsächlich entstanden ist. Die Gewinn- und Verlustrechnung darf nur den der aktuellen Rechnungsperiode zugehörigen Aufwand und Ertrag enthalten. Auch Rückstellungen dienen der Abgrenzung, denn sie beinhalten als ungewisse Verbindlichkeiten Aufwand, der erst in künftigen Rechnungsperioden entstehen könnte.